# Антоніу Карлус Рібейру ді Андрада
Антоніу Карлус Рібейру ді Андрада (порт. Antônio Carlos Ribeiro de Andrada; 5 вересня 1878 — 1 січня 1946) — бразильський юрист і політичний діяч, губернатор штату Мінас-Жерайс в 1926—1930 роках.

## Біографія
Антоніу Карлус закінчив юридичний факультет університету Сан-Паулу в 1891 році і до 1902 року займався юридичною практикою. Працював прокурором у місті Уба, викладав всесвітню історію та комерційне право в Академії торгівлі в Жуіс-ді-Форі.
У 1902 році був призначений на посаду міністра фінансів штату Мінас-Жерайс, в 1905—1906 працював мером Белу-Орізонті. Наступного року Антоніу Карлуса обрали в Сенат Мінас-Жерайс.
У 1911 році Рібейру ді Андрада був обраний до Палати депутатів Бразилії. У 1917 році він покинув Конгрес і зайняв пост міністра фінансів в уряді Венсеслау Брас. У 1918 році повернувся до Палати депутатів, а в 1925 році став сенатором.
У 1926 році Антоніу Карлус очолив штат Мінас-Жерайс. Згідно «політиці кави з молоком» саме він як губернатор Мінас Жерайс повинен був бути кандидатом від влади на президентських виборах в 1930 році. Однак президент Бразилії Вашингтон Луїс оголосив своїм наступником Жуліу Престіса, губернатора Сан-Паулу.
Рібейру ді Андрада відмовився підтримати кандидатуру Престіса і приєднався до опозиційного Ліберальному альянсу Жетулью Варгаса. Після поразки Варгаса на виборах Антоніу Карлус став головним архітектором революції 1930 року.
У 1932—1933 роки Рібейру ді Андрада очолював Конституційну асамблею Бразилії, після прийняття Конституції в 1934—1937 роках займав пост голови Палати депутатів країни. Кілька днів виконував обов'язки президента в 1935 році під час візиту Варгаса в Уругвай і Аргентину. Після проголошення Варгасом «Естадо Ново» покинув політичну арену.